# Drapeau des Seychelles
Le drapeau des Seychelles se compose de cinq écharpes obliques : triangulaires bleue et jaune, quadrangulaire rouge, triangulaires blanche et verte qui prennent toutes les cinq leur origine dans le coin de drisse inférieur. Adopté le 18 juin 1996, il réunit les couleurs des deux principaux partis du pays, le Parti uni du peuple des Seychelles (rouge, blanc, vert) et le Parti démocratique (bleu, jaune). Il symbolise le passage à l’ère du multipartisme.
Une autre interprétation symbolique est également utilisée : le bleu l’océan Indien et le ciel ; le jaune symbolise le soleil, source de vie et de lumière, le rouge le peuple, le blanc la justice et l’harmonie, le vert la terre et la nature.
Le premier drapeau seychellois (sautoir blanc écartelé de bleu et de rouge) est adopté lors de l’indépendance, le 29 juin 1976. En juin 1977, un coup d’État mené par France-Albert René renverse le président James Mancham et installe une dictature communiste à parti unique. Le drapeau prend les bandes horizontales rouge, blanche ondulée et verte du Parti uni du peuple des Seychelles.

Premier drapeau des Seychelles (1976-1977)
Deuxième drapeau des Seychelles (1977-1996)